# Чажайський лісоучасток
Чажа́йський лісоуча́сток (рос. Чажайский лесоучасток) — присілок (колишнє селище) в Глазовському районі Удмуртії, Росія.

## Населення
Населення — 203 особи (2010; 421 в 2002).
Національний склад станом на 2002 рік:
- удмурти — 57 %
- росіяни — 39 %

## Урбаноніми[3]
- вулиці — Зюзикова, Комсомольська, Лісова, Миру, Молодіжна, Набережна 1-а, Набережна 2-а, Нова, Шкільна